# 岡山労災病院
独立行政法人労働者健康安全機構 岡山労災病院（どくりつぎょうせいほうじんろうどうしゃけんこうふくしきこう おかやまろうさいびょういん）は、独立行政法人労働者健康安全機構が運営する病院。岡山県岡山市南区に位置する。地域医療支援病院の承認を受ける。

## 沿革
1955年（昭和30年）に岡山労災病院として開院。

### 年表
- 1955年（昭和30年）
  - 3月、「岡山労災病院」として内科・外科・整形外科の3診療科、病床数30床で開院[1]。
- 2003年（平成15年）
  - 1月、日本医療機能評価機構認定。
- 2004年（平成16年）
  - 4月、独立行政法人に移行。
- 2013年（平成25年）
  - 4月20日、新病棟竣工式[2]。
  - 5月1日、新病棟が稼働し、名称表記が「岡山ろうさい病院」となり、ICU10床、HCU8床を含む358床となる。[3][2]。

## 診療科
- 内科
- 心療内科
- 精神科
- 呼吸器内科
- 循環器内科
- 消化器内科
- 腫瘍内科
- 小児科
- 外科
- 整形外科
- 形成外科
- 脳神経外科

- 泌尿器科
- 産婦人科
- 眼科
- 耳鼻咽喉科
- リハビリテーション科
- 放射線科
- 麻酔科
- 皮膚科
- 病理診断科

## 併設施設
- 岡山労災病院 勤労者医療総合センター
- 岡山労災病院 アスベスト疾患ブロックセンター
- 岡山労災看護専門学校

## 周辺
- 岡山市立南輝小学校
- 岡山築港緑町郵便局

## 交通アクセス
- 両備バス : 岡山駅より「上山坂経由宇野」「鉾立」行きに乗車、築港新町下車、徒歩15分。
- 岡電バス : 岡山駅より「岡山労災病院」行きに乗車、終点で下車または岡山ろうさい病院入口下車。2015年4月1日から病院構内への乗り入れ開始。